# Jhiri
Jhiri o Jiri és un riu d'Assam (Índia) que neix a 25° 16′ N, 93° 24′ E / 25.267°N,93.400°E a les muntanyes Barel (Barail) i corre cap al sud; forma el límit entre el districte de Cachar a l'oest, i Manipur. Finalment desaigua al Barak a 24° 43′ N, 93° 07′ E / 24.717°N,93.117°E. Corre formant una vall relativament estreta entre dos derivacions de les muntanyes Barail. Té un curs de 120 km.